# Alibertia edulis
Alibertia edulis là một loài thực vật có hoa trong họ Thiến thảo. Loài này được (Rich.) A.Rich. ex DC. mô tả khoa học đầu tiên năm 1830.

## Hình ảnh

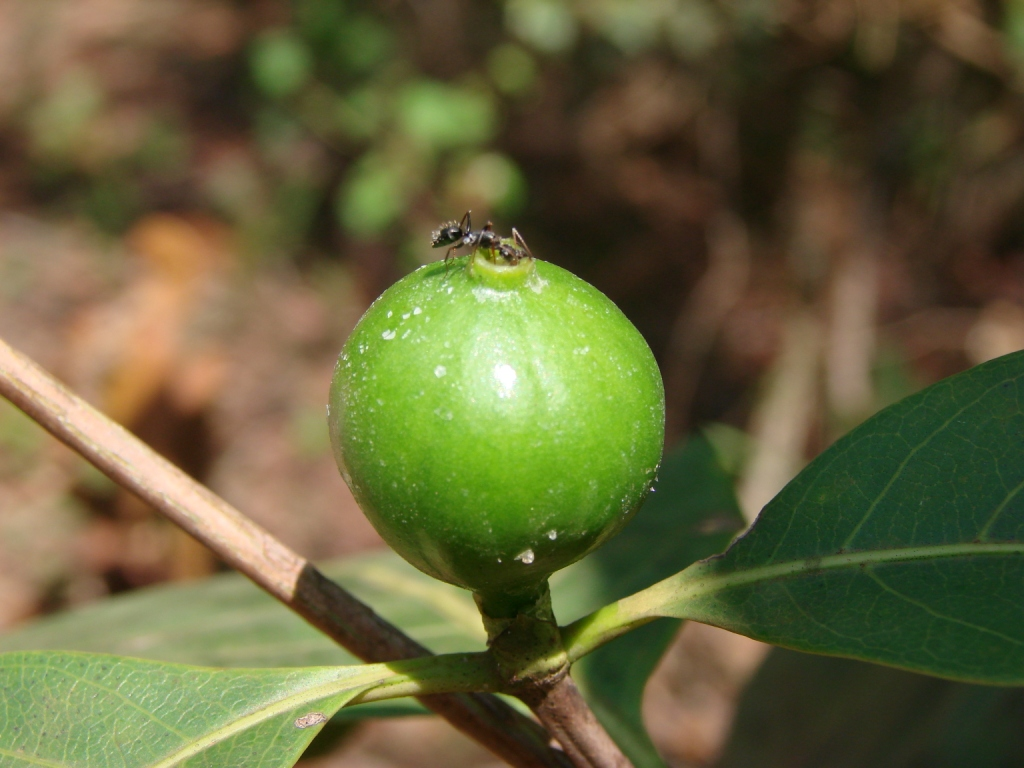